# Sweetheart radio

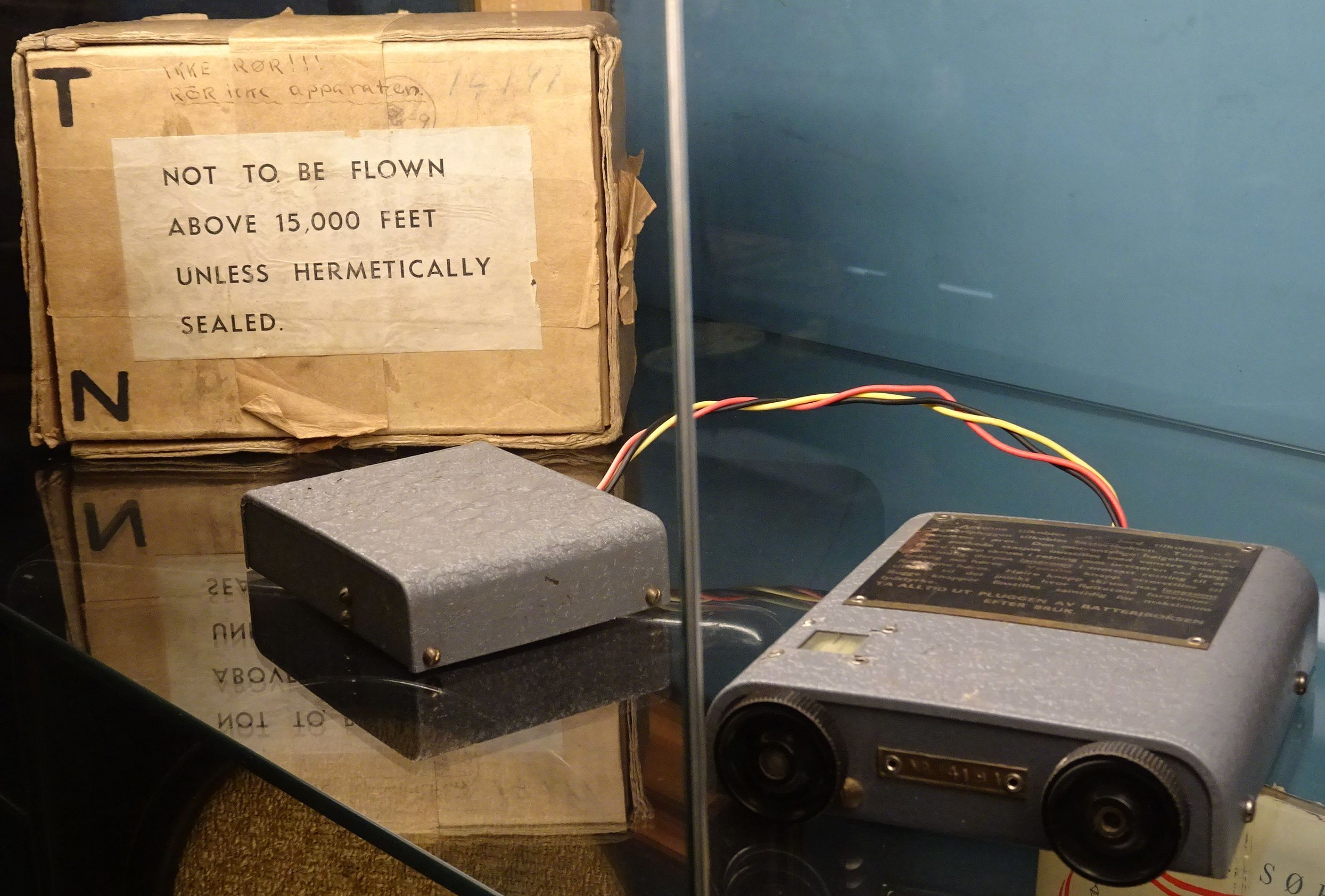
Kortvågsmottagaren "Sweetheart" med batterilåda och emballage utställd på Radiomuseet, Göteborg.

Miniatyrmottagaren 31/1, populärt kallad Sweetheart, är en radiomottagare för en del av kortvågsbandet (6 – 12 MHz), och konstruerades för att användas av engelska SOE och motståndsrörelser till nazityskland under andra världskriget.
Mottagaren konstruerades i England 1942 av den norske ingenjören Willy Simonsen, senare grundläggare av företagen Simrad och Simonsen Telecom. Den lilla mottagaren släpptes ned med flygplan, eller fraktades med båt, till motståndsgrupper som därigenom kunde lyssna till engelska meddelanden gällande motståndet mot tyskarna.
Cirka 50 000 exemplar av mottagaren tillverkades av företaget Hale Electric Co. Ltd, under 1943 och 1944. Mottagaren hade 3 stycken små elektronrör av typ 1T4 och inneslöts i en liten krymplackerad grå metallåda med separat batterilåda. Spänningsmatning för de tre elektronrörens glödspänning var ett 4,5 volt batteri, och för anodspänningen fanns ett batteri på 30 volt. Avlyssning gjordes med hjälp av två kristall-öronproppar.

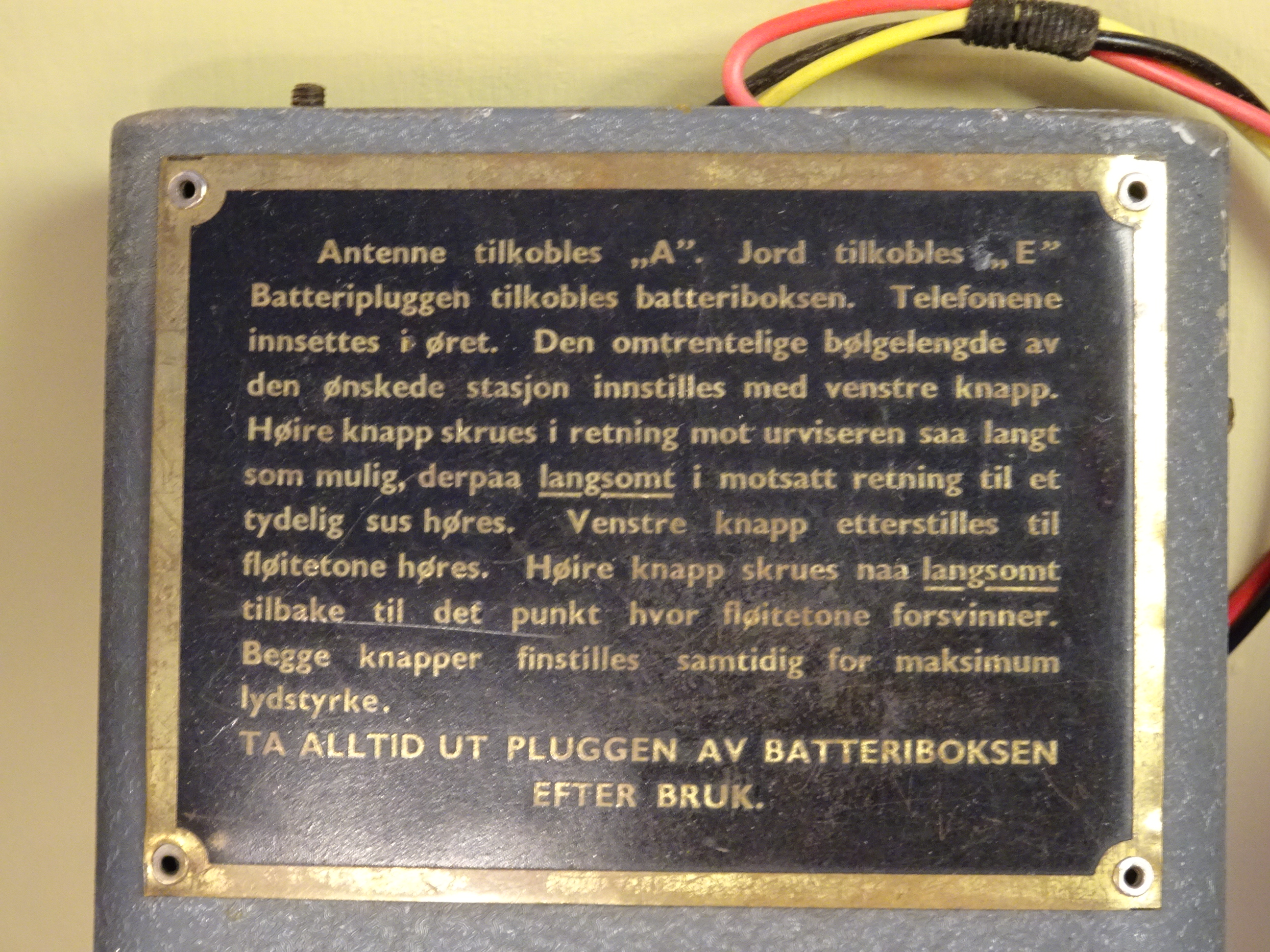
Instruktion på norska för den lilla kortvågsmottagaren "Sweetheart".
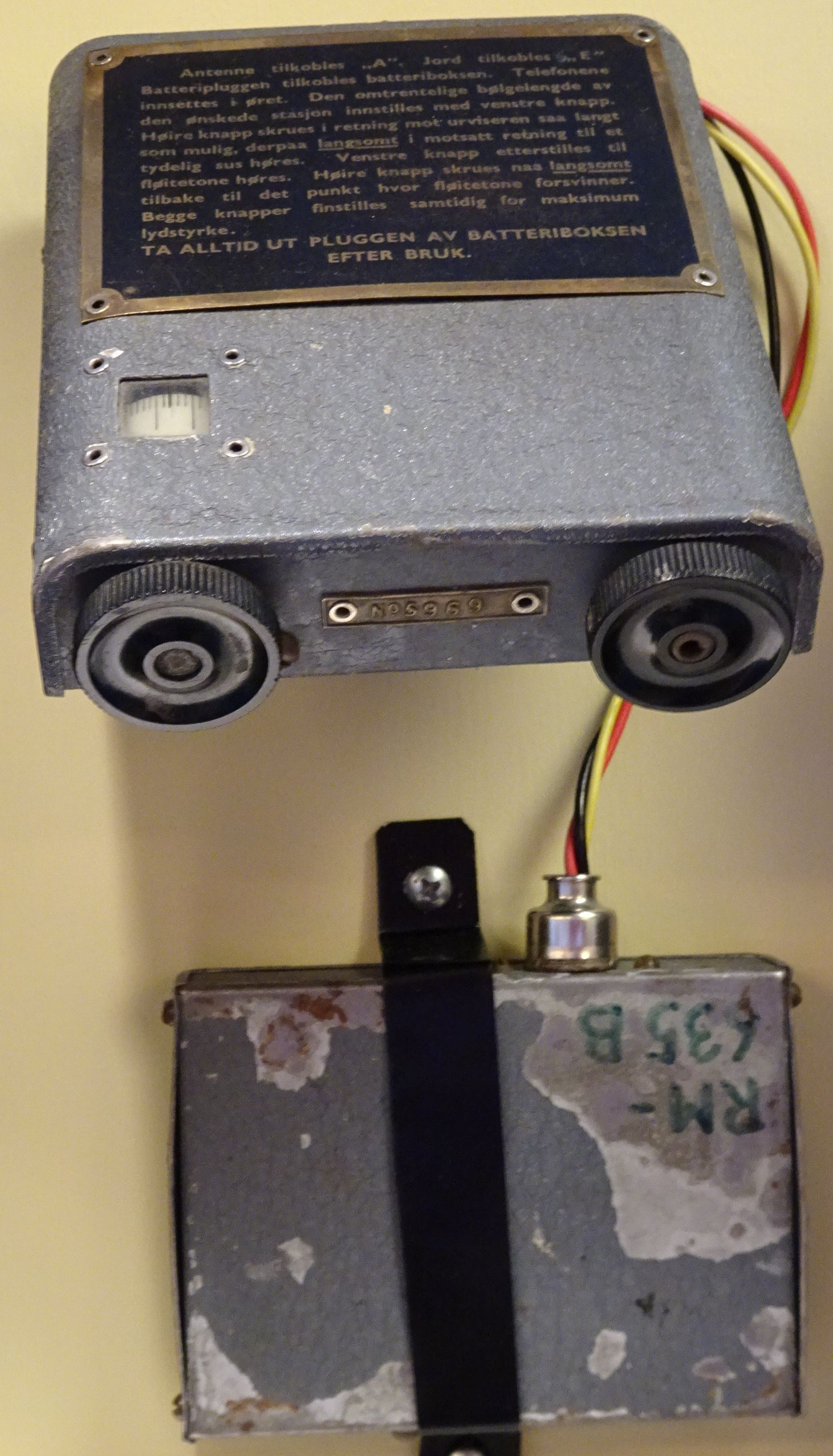
Kortvågsmottagaren "Sweetheart" med batterilåda.